# أب بيد دلي ريتش العليا (مارغون)
أب بید دلي ریتش العلیا (بالفارسية: آب‌بید دلی‌ریچ علیا) هي قرية تقع في إيران في قسم مارغون الريفي. يقدر عدد سكانها بـ 96 نسمة .